# Număr imaginar
Numerele imaginare au apărut din necesitatea de a avea anumite numere care sunt asociate radicalului din numere negative, și care deci nu pot fi numere reale, cu excepția lui 0 care este singurul număr și imaginar și real.

## Din istoria numărului imaginar „i”
- În 1806 Jean Robert Argand publica lucrarea Eseu despre interpretarea geometrică a cantităților imaginare.
- În 1813 Adrien-Marie Legendre punea bazele geometriei numerelor complexe.
- În 1829 William Rowan Hamilton considera că, așa cum geometria este știința spațiului care și-a găsit expresia matematică în Elementele lui Euclid, așa și algebra trebuie să fie știința a ceva, și inspirat de filosofia lui Immanuel Kant, el decide că acel ceva trebuie să fie timpul.
- În 1831 datorită lui Carl Friedrich Gauss se impune termenul de „număr complex”.
- Matematicianul francez Augustin Louis Cauchy (1789-1857) are o contribuție deosebită în începuturile teoriei funcțiilor complexe.
- Bernhard Riemann în 1851 este inițiatorul legăturii dintre funcțiile multivalente și topologie.